# Golfo Azzurro
El barco de arrastre MS Golfo Azzurro fue botado en 1987 bajo el nombre de Maarten Cornelis, y fue el primer barco de arrastre en los Países Bajos equipado con la EUR sumwing. 

## Carrera
Como el TX 33 Maarten Cornelis, fue probado por su nueva tecnología de pesca frente a la desfasada flota neerlandesa. También demostró que utilizaba menos combustible que la pesca de arrastre tradicional .
En 2010, el barco fue arrendado por la Fundación Golfo Azzurro, que se asoció con la Sea Shepherd Conservation Society y, utilizando fondos de la Fundación Brigitte Bardot, utilizó el barco para operaciones de vigilancia encubierta en el Protectorado danés de las Islas Feroe.
El 17 de agosto, el buque fue abordado y registrado por la policía danesa y luego fue escoltado por la Real Armada de Dinamarca. La fragata de clase Thetis de Dinamarca, HDMS Triton, fue asignada para monitorear sus acciones.
En junio de 2016, el Golfo Azzurro invitó a la 'Fundación Refugio de Barcos', una fundación holandesa, a realizar misiones SAR de los barcos de refugiados en el Mar Mediterráneo. El buque estuvo gestionado por Adrian J. Sonneveld, capitán y gerente del barco. La operación de Búsqueda y Rescate estuvo coordinada con la Guardia Costera italiana. Golfo Azzurro fue operado desde entonces bajo bandera de Panamá. La Boat Refuge Foundation alquilará el barco por un precio simbólico.
En diciembre de 2016, la ONG Proactiva Open Arms alquiló el Golfo Azzurro (la ONG Boat Refuge Foundation detuvo la búsqueda y el rescate en noviembre de 2016) y comenzó con el Golfo Azzurro la búsqueda y rescate cerca de las aguas de Libia (en su misión "Mediterráneo Central"). En ese momento, Pro Activa Open Arms ya había realizado misiones de búsqueda y rescate exitosos con el velero Astral. Durante la búsqueda y rescate en el Mediterráneo, desde agosto de 2016 hasta agosto de 2017, el Golfo Azzurro rescató a más de 8 500 personas, y apoyó a otras ONG con aproximadamente 1 500 personas en peligro.
En mayo de 2017, el buque fue detenido en el puerto italiano de Palermo, estando retenido hasta junio de 2018 que el tribunal se declaró incompetente para juzgar la causa y esta fue finalmente archivada.
Durante los primeros meses de búsqueda y rescate, René Hazenkamp, neerlandés (él era uno de los miembros de la tripulación; el cocinero) hizo una película documental sobre el Golfo Azzurro y su tripulación. Esta película, Gangway to a Future, se estrenó en enero de 2018 en el Festival Internacional de Cine de Róterdam.
En 2019, gran parte del dinero recaudado en campañas de concienciación fue utilizado para arreglos y el registro del Golfo Azzurro, pero debido a presiones del gobierno italiano, Panamá dejó de colaborar con muchas de las ONGs que se dedican al rescate marítimo en el Mediterráneo, dificultando el registro del buque bajo pabellón panameño.